# Phrynodon sandersoni
Phrynodon sandersoni là một loài ếch trong họ Petropedetidae. Nó là đại diện duy nhất của chi Phrynodon. Loài này có ở Cameroon, Guinea Xích Đạo, và có thể Nigeria. Các môi trường sống tự nhiên của chúng là các khu rừng ẩm ướt đất thấp nhiệt đới hoặc cận nhiệt đới, các khu rừng vùng núi ẩm nhiệt đới hoặc cận nhiệt đới, sông, và các khu rừng trước đây bị suy thoái nặng nề. Loài này đang bị đe dọa do mất môi trường sống.